# Keleti gyümölcsmoly
A keleti gyümölcsmoly (Grapholita molesta) a valódi lepkék (Glossata) alrendjébe tartozó sodrómolyfélék (Tortricidae) családjának egyik, viszonylag későn felismert és csak 1916-ban leírt faja.

## Elterjedése, élőhelye
Északnyugat-Kínából került át Japánba, ahol már 1899-től kártevőként tartják számon. Ausztráliában először 1919-ben figyelték meg, mára elterjedt szerte Nyugat-Ausztráliában. Az amerikai kontinensen először 1913-ban figyelték meg, és 1916-ra már általánossá vált Észak-Amerikában. Európában először Olaszországban észlelték 1920-ban. Magyarországon Szatymazon tűnt fel 1966-ban, és azóta az egész országban elterjedt.

## Megjelenése
A lepke szárnya sötétszürke, halványan mintázott. A szárny fesztávolsága 11–15 mm.

## Életmódja
A vegetációs időszak hosszától függően évi 2–8 nemzedéke kelhet ki (Magyarországon
3–4, ha kedvez az időjárás, még egy csonka ötödik is). A fejlett hernyók telelnek át, és tavasszal már nem táplálkoznak, csak bábozódnak. Az első lepkegeneráció április-májusban rajzik. A kis hernyók még májusban kikelnek, és a hajtáscsúcsokon behatolnak a hosszú hajtásokba (ez különbözteti meg károkozását a barackmoly (Anarsia lineatella) kárképétől, annak áttelelő hernyói ugyanis a rövid hajtásokat támadják meg). Ahogy a hernyók lefelé rágnak, a hajtások elhervadnak, majd leszáradnak. A nyári hernyók a gyümölcsöket eszik, és egészen a magig berágják magukat. A megtámadott gyümölcsöket gyakran a monília is károsítja.
Rendkívül közeli rokona a szilvamolynak (Grapholita funebrana). Nem csak külsejük hasonló, de a két faj „feromonpár” is, azaz mindkettejük nőstényeinek szexferomonjai vonzzák a másik faj hímjeit.
Erősen polifág faj, de elsősorban gyümölcskártevő. Az őszibarack és a mandula hajtásait jelentősen károsíthatja. További hazai tápnövényei:
- ringló,
- kajszi,
- körte,
- birs,
- naspolya.

Külföldön más növényekről is leírták.